# Callulops glandulosus
Espèce
Synonymes
- Phrynomantis glandulosa Zweifel, 1972

Statut de conservation UICN

 DD  : Données insuffisantes
Callulops glandulosus est une espèce d'amphibiens de la famille des Microhylidae.

## Répartition
Cette espèce est endémique de Papouasie-Nouvelle-Guinée. Elle n'est connue que sur le mont Kerewa, à environ 3 340 m d'altitude. Elle est probablement présente sur les monts avoisinants,.

## Publication originale
- Zweifel, 1972 : Results of the Archbold Expeditions No. 97. A revision of the frogs of the subfamily Asterophryinae, family Microhylidae. Bulletin of the American Museum of Natural History, vol. 148, p. 411-546 (texte intégral).